# Juegos Olímpicos de la Juventud
Los Juegos Olímpicos de la Juventud (JOJ, Jeux Olympiques de la Jeunesse en francés y Youth Olympic Games o YOG en inglés) son un evento multideportivo cuatrienal promovido por el Comité Olímpico Internacional (COI) y en el que participan atletas de todo el mundo de entre 14 y 18 años. Su celebración fue propuesta en 1998 por el presidente del COI Jacques Rogge y aprobada el 5 de julio de 2007 en el transcurso de la 119 Sesión del COI en Ciudad de Guatemala. Existen dos versiones de los JOJ, una estival y otra invernal, que se celebran alternativamente a partir de 2010 y 2012, respectivamente.

## Historia

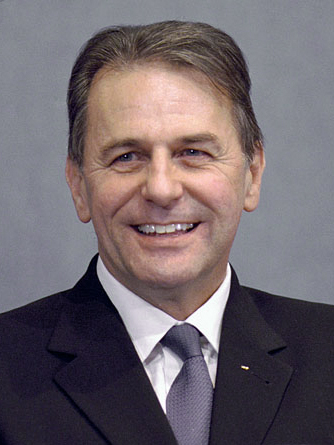
Jacques Rogge, presidente del COI que promulgó la idea de los Juegos Olímpicos de la Juventud.

El concepto de los juegos olímpicos de la juventud llegó por parte del gerente industrial austriaco Johann Rosenzopf en 1998. Esto fue en respuesta a la creciente preocupación mundial acerca de la obesidad infantil y la baja participación de los jóvenes en actividades deportivas, en especial los de países desarrollados. Además, con el fin de mejorar el rendimiento académico de los estudiantes, las escuelas están extrayendo el  deporte y la educación física de sus planes de estudio. Se reconoció, además, que una versión juvenil de los juegos olímpicos ayudaría en futuras participaciones en los juegos olímpicos. A pesar de estas razones para tener un evento olímpico para los jóvenes, la respuesta de la celebración de un evento puramente deportivo del COI fue negativa. Los delegados del COI querían que el evento sea tanto sobre la educación y el intercambio cultural, ya que era de los deportes, que es porque el Programa de Cultura y Cambio (CEP) se ha desarrollado como un componente de cada celebración de los Juegos. Jacques Rogge, presidente del COI, anunció oficialmente los planes para los juegos olímpicos de la juventud en la 119 ª sesión del COI en Ciudad de Guatemala el 5 de julio de 2007. Hay varias metas para los JOJ, y cuatro de ellos son reunir a los mejores atletas jóvenes del mundo, que ofrece una introducción al Olimpismo, innovando en la educación y el debate de los valores olímpicos. La ciudad de Singapur fue anunciado como el anfitrión de la edición inaugural de los Juegos Olímpicos de Verano de la Juventud el 21 de febrero de 2008. El 12 de diciembre de 2008, el COI anunció que Innsbruck, sede de los Juegos Olímpicos de Invierno 1976, será la ciudad que albergará de los 1° Juegos Olímpicos de la Juventud de Invierno 2012 en 2012.

## Deportes

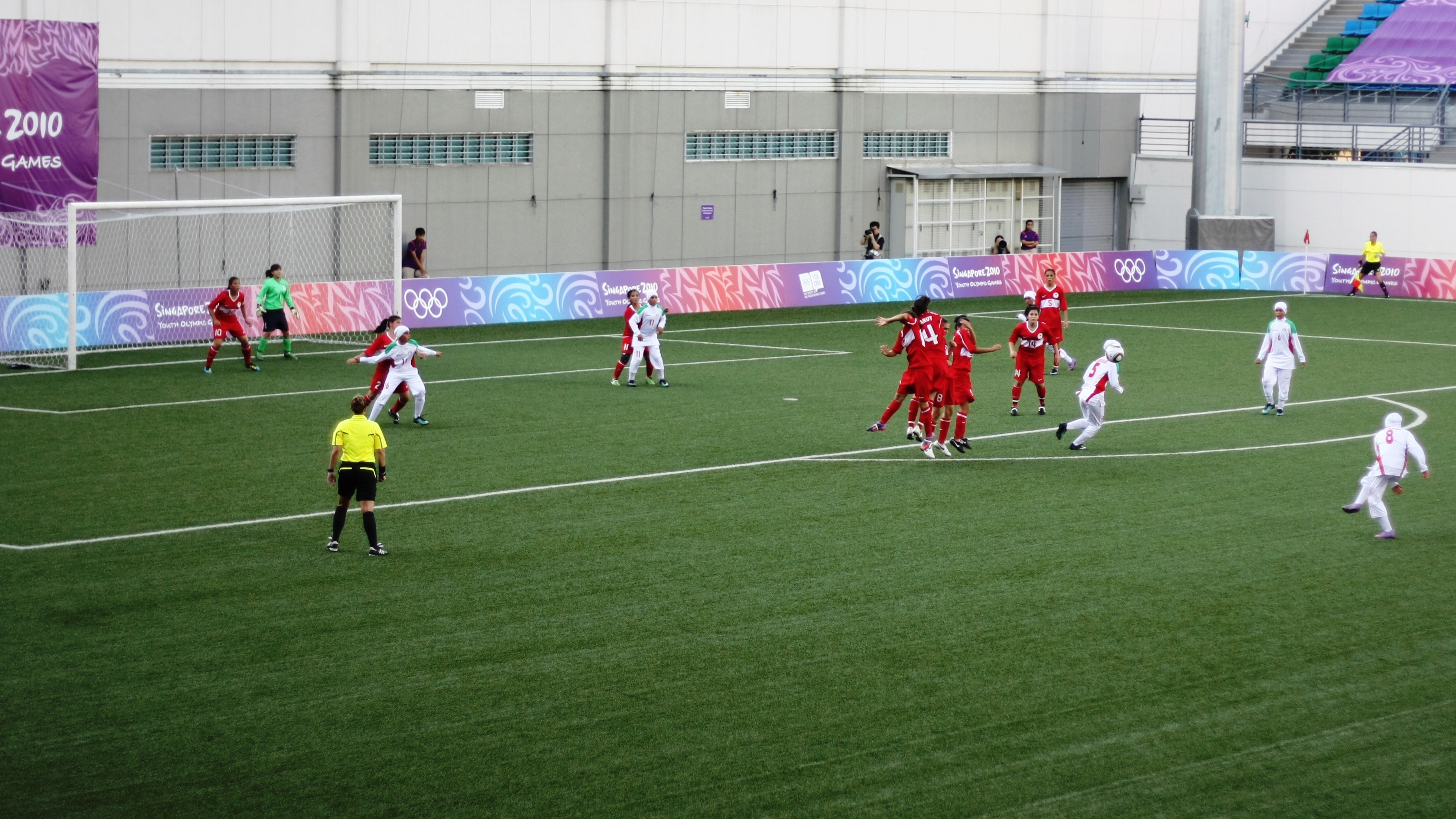
Partido de fútbol femenino entre Irán y Papúa Nueva Guinea en Singapur 2010.

Los deportes disputados en los juegos de la juventud son las mismas que las previstas para los juegos tradicionales, pero con algunas adaptaciones, y un número limitado de disciplinas y eventos. Por ejemplo, en el deporte acuático el COI decidió incluir los saltos y la natación, pero excluyó a la natación sincronizada y al waterpolo. Algunos de los deportes se han modificado para los Juegos. La competición de baloncesto utiliza el formato FIBA 3x3 (no baloncesto tradicional), siendo que el 3x3 es, tres jugadores de campo por equipo y un suplente y solo se usa media cancha, donde los períodos son de cinco minutos cada uno, y el primer equipo en alcanzar 21 puntos gana. Las disciplinas del ciclismo son mountain bike, BMX, y la carretera, mientras que el ciclismo en pista se ha quedado fuera de la agenda. Otros deportes juveniles orientadas pueden llegar a ser impugnadas sin el respaldo de las federaciones deportivas internacionales. En noviembre de 2007, se reveló que el pentatlón se incluirá, además de vela, dándole una ventaja a las ciudades candidatas cerca del agua.
Los juegos de invierno contarán con siete deportes. Hockey tendrá torneo femenino y torneo masculino, también patinaje artístico y de velocidad en pista corta de patinaje habrá eventos NOC mixtas que permitirá a los atletas de diversos países para competir en equipo.

## Participantes
Más de 200 países y 3600 atletas participaron en los Juegos Olímpicos de la Juventud 2010. Los participantes se colocan en los siguientes grupos de edad: 14-15 años, 16-17 años y 17-18 años. La calificación para participar en los juegos olímpicos de la juventud, se determina por el COI en conjunto con las federaciones deportivas internacionales (ISF) para los diversos deportes en el programa.
A fin de garantizar que todas las naciones están representadas, el COI estableció el concepto de universalidad de países. Un cierto número de puntos en cada caso han de dejarse abierta para los atletas de países que son insuficientemente representados, independientemente de las marcas de clasificación. Esto es para asegurar que cada nación será capaz de enviar por lo menos cuatro atletas en cada juegos olímpicos de la juventud. Para los torneos en equipo (Fútbol, Balonmano, Hockey, etc) se asigna un equipo por continente pero se le permitirá competir junto con un sexto equipo ya sea representando al país anfitrión o a propuesta con la aprobación del COI. Hay un límite de dos equipos en los deportes de grupo por país (uno de niños y uno de niñas). Por último, ninguna nación puede inscribir más de 70 atletas en deportes individuales, ni siquiera el país local.

## Cultura y educación

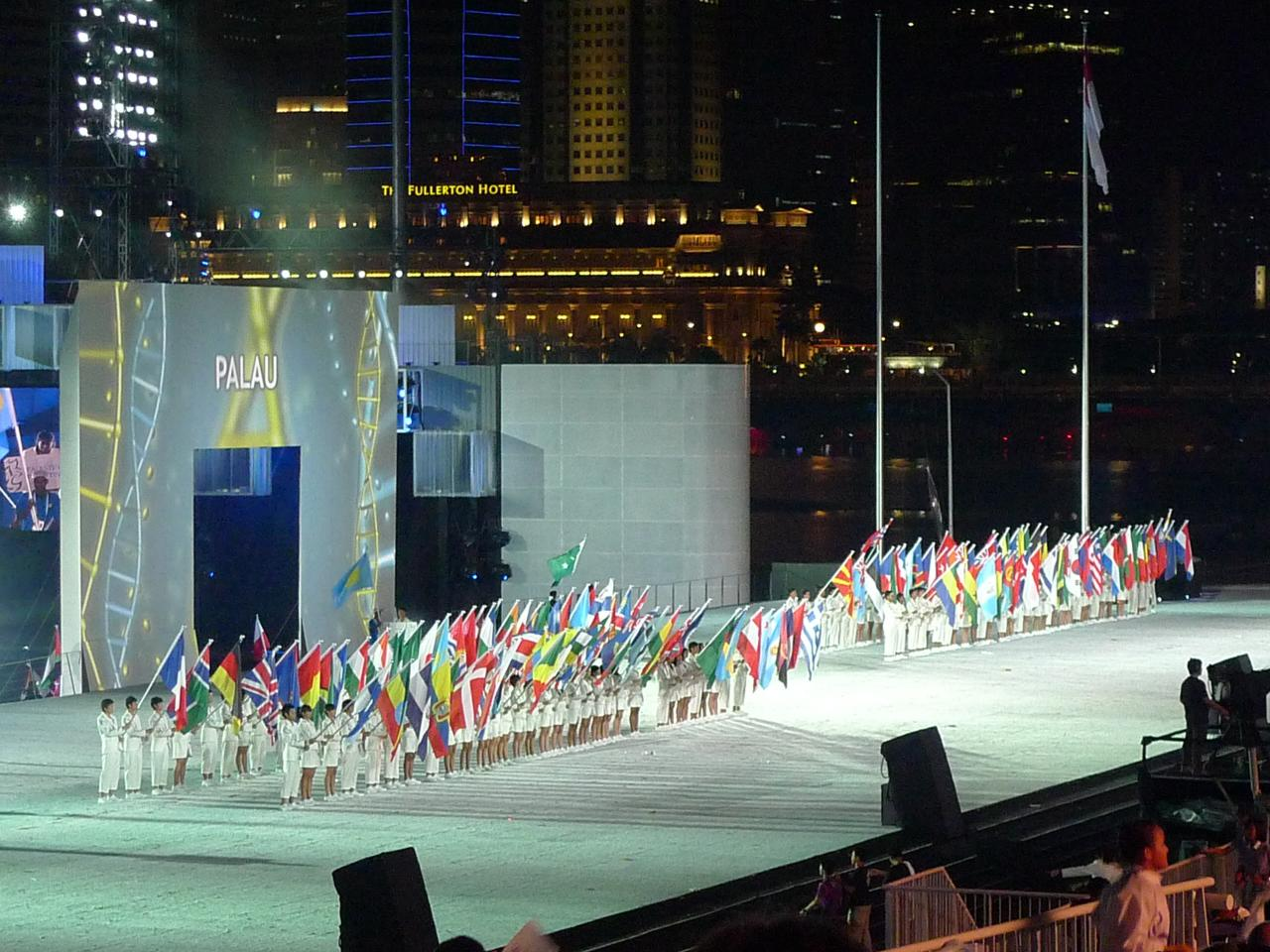
Banderas de los países participantes en Singapur 2010.

La educación y la cultura también son componentes clave para los juegos olímpicos de la juventud. No solo el aspecto de la educación y cultura se aplica a los atletas y participantes, sino también los jóvenes de todo el mundo y habitantes de la ciudad sede y las regiones cercanas. Para este fin, un Programa de Cultura y Educación (CEP) se presentará en cada Juego. La primera CEP en Singapur 2010 fomentaron la cooperación entre los atletas de diferentes naciones. Tenía clases sobre temas que van desde la salud y la aptitud para el medio ambiente y la planificación de carrera. Los estudiantes locales de Singapur hicieron cabañas en el World Culture Village que representaban cada uno de los 205 comités olímpicos nacionales participantes. El chat con sesiones de Campeones era la parte más popular del programa. Se invitó a los participantes a escuchar charlas inspiradoras dados por antiguos y actuales atletas olímpicos.
El énfasis en el intercambio va más allá de la CEP. Otra característica única de los juegos olímpicos de la juventud son equipos mixtos y mixtos a nivel nacional en triatlón, esgrima, tenis de mesa, tiro con arco y relés de natación mixtas son algunos de los deportes en los que los atletas de diferentes países y géneros mixtos pueden competir entre sí.
También hay que destacar que los organizadores también están utilizando los medios sociales como Facebook, Flickr y Twitter como plataformas clave para involucrar a los jóvenes atletas antes, durante y después de cada celebración de los Juegos.
En resumen, los requisitos culturales y para todos las edades son los objetivos del programa, que se destaca los temas de "Aprender a conocer, aprender a ser, aprender a hacer y aprender a vivir juntos".

## Juegos Olímpicos de la Juventud de Verano
La edición de verano tienen una duración de al menos 12 (doce) días y se celebran de forma cuatrienal a partir del año 2010. Su programa deportivo incluirá los mismos deportes y disciplinas que refleje el programa de los Juegos Olímpicos de Verano inmediatamente posteriores (aunque con algunas variaciones), así como otras disciplinas deportivas específicamente dirigidas a jóvenes y que podrán ser incluidas a propuesta de las federaciones deportivas internacionales. El COI estima que los juegos olímpicos de la juventud convoquen a 3200 atletas y 800 árbitros.

### Sedes

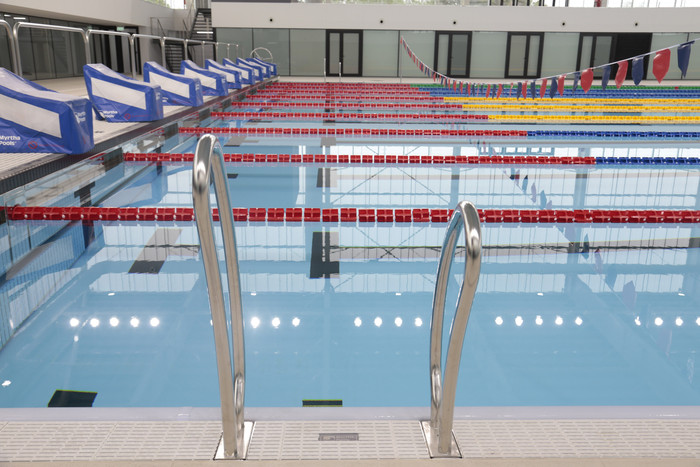
Piletas del complejo de natación del Centro Olímpico de la Juventud. Sede de los Juegos Olímpicos de la Juventud Buenos Aires 2018.

| Edición | Año  | Ciudad anfitriona | País local | Fecha de inicio                         | Fecha de fin                            | Naciones | Atletas       | Deportes      | Eventos | Ref.   |
| ------- | ---- | ----------------- | ---------- | --------------------------------------- | --------------------------------------- | -------- | ------------- | ------------- | ------- | ------ |
| I       | 2010 | Singapur          | Singapur   | 14 de agosto                            | 26 de agosto                            | 204      | 3,524         | 26            | 201     | [ 9 ]  |
| II      | 2014 | Nankín            | China      | 16 de agosto                            | 28 de agosto                            | 203      | 3,579         | 28            | 222     | [ 10 ] |
| III     | 2018 | Buenos Aires      | Argentina  | 6 de octubre                            | 18 de octubre                           | 206      | 4,012         | 32            | 241     | [ 11 ] |
| -       | 2022 | Dakar             | Senegal    | Postergados por la pandemia de COVID-19 | Postergados por la pandemia de COVID-19 |          | -             | -             |         |        |
| IV      | 2026 | Dakar             | Senegal    | 31 de octubre                           | 13 de noviembre                         |          | Evento futuro | Evento futuro |         |        |

### Medallero histórico de los Juegos Olímpicos de la Juventud de verano
| Núm.  | País                                 | Oro | Plata | Bronce | Total |
| ----- | ------------------------------------ | --- | ----- | ------ | ----- |
| 1     | China                                | 86  | 38    | 28     | 152   |
| 2     | Rusia                                | 74  | 51    | 34     | 159   |
| —     | Equipo Mixto                         | 61  | 59    | 64     | 184   |
| 3     | Japón                                | 45  | 38    | 32     | 115   |
| 4     | Hungría                              | 36  | 24    | 26     | 86    |
| 5     | Italia                               | 34  | 37    | 37     | 108   |
| 6     | Ucrania                              | 26  | 31    | 35     | 92    |
| 7     | Estados Unidos                       | 26  | 24    | 29     | 79    |
| 8     | Francia                              | 24  | 35    | 30     | 89    |
| 9     | Australia                            | 20  | 31    | 30     | 81    |
| 10    | Cuba                                 | 19  | 4     | 7      | 30    |
| 11    | Corea del Sur                        | 17  | 18    | 23     | 58    |
| 12    | Tailandia                            | 17  | 14    | 7      | 38    |
| 13    | Azerbaiyán                           | 14  | 11    | 7      | 32    |
| 14    | Argentina                            | 13  | 10    | 15     | 38    |
| 15    | Reino Unido                          | 11  | 10    | 15     | 36    |
| 16    | Brasil                               | 10  | 17    | 16     | 43    |
| 17    | Alemania                             | 9   | 21    | 26     | 56    |
| 18    | Canadá                               | 9   | 8     | 17     | 34    |
| 19    | Colombia                             | 7   | 6     | 5      | 18    |
| 20    | Polonia                              | 6   | 1     | 4      | 11    |
| 21    | Etiopía                              | 5   | 6     | 2      | 13    |
| 22    | Kazajistán                           | 5   | 3     | 6      | 14    |
| 23    | Irán                                 | 5   | 2     | 4      | 11    |
| 24    | Kenia                                | 5   | 2     | 4      | 11    |
| 25    | Bielorrusia                          | 4   | 7     | 1      | 12    |
| 26    | Bulgaria                             | 4   | 4     | 1      | 9     |
| 27    | Egipto                               | 4   | 3     | 7      | 14    |
| 28    | Corea del Norte                      | 4   | 3     | 3      | 10    |
| 29    | Eslovenia                            | 4   | 2     | 4      | 10    |
| 30    | Croacia                              | 4   | 2     | 2      | 8     |
| 31    | Jamaica                              | 4   | 1     | 0      | 5     |
| 32    | México                               | 5   | 9     | 17     | 29    |
| 33    | Venezuela                            | 3   | 8     | 5      | 16    |
| 33    | Suecia                               | 3   | 6     | 2      | 11    |
| 35    | España                               | 3   | 5     | 12     | 20    |
| 36    | Rumania                              | 3   | 5     | 2      | 10    |
| 37    | Sudáfrica                            | 3   | 4     | 3      | 10    |
| 38    | Nueva Zelanda                        | 3   | 3     | 3      | 9     |
| 39    | Israel                               | 3   | 2     | 0      | 5     |
| 40    | China Taipéi                         | 3   | 6     | 2      | 11    |
| 41    | Turquía                              | 2   | 6     | 12     | 20    |
| 42    | Países Bajos                         | 2   | 6     | 6      | 14    |
| 43    | Uzbekistán                           | 2   | 5     | 8      | 15    |
| 44    | República Checa                      | 2   | 5     | 6      | 13    |
| 45    | Armenia                              | 2   | 3     | 6      | 11    |
| 46    | Bélgica                              | 2   | 3     | 6      | 11    |
| 47    | Singapur                             | 2   | 3     | 4      | 9     |
| 48    | Suiza                                | 2   | 2     | 2      | 6     |
| 49    | Vietnam                              | 2   | 2     | 2      | 6     |
| 50    | Mongolia                             | 2   | 1     | 0      | 3     |
| 51    | Austria                              | 2   | 0     | 4      | 6     |
| 52    | Nigeria                              | 2   | 0     | 2      | 4     |
| 53    | Dinamarca                            | 1   | 2     | 4      | 7     |
| 54    | Moldavia                             | 1   | 2     | 2      | 5     |
| 55    | Irlanda                              | 1   | 2     | 1      | 4     |
| 55    | Serbia                               | 1   | 2     | 1      | 4     |
| 57    | Kirguistán                           | 1   | 1     | 2      | 4     |
| 58    | República Dominicana                 | 25  | 1     | 1      | 3     |
| 58    | Trinidad y Tobago                    | 1   | 1     | 1      | 3     |
| 58    | Uruguay                              | 1   | 1     | 1      | 3     |
| 60    | Noruega                              | 1   | 0     | 4      | 5     |
| 61    | Perú                                 | 1   | 0     | 2      | 3     |
| 62    | Eritrea                              | 1   | 0     | 1      | 2     |
| 63    | Bolivia                              | 1   | 0     | 0      | 1     |
| 63    | Chile                                | 1   | 0     | 0      | 1     |
| 63    | Ghana                                | 1   | 0     | 0      | 1     |
| 63    | Islas Vírgenes de los Estados Unidos | 1   | 0     | 0      | 1     |
| 63    | Puerto Rico                          | 1   | 0     | 0      | 1     |
| 63    | Surinam                              | 1   | 0     | 0      | 1     |
| 73    | India                                | 0   | 7     | 3      | 10    |
| 74    | Hong Kong                            | 0   | 5     | 1      | 6     |
| 75    | Eslovaquia                           | 0   | 4     | 4      | 8     |
| 76    | Grecia                               | 0   | 3     | 3      | 6     |
| 77    | Malasia                              | 0   | 3     | 1      | 4     |
| 78    | Georgia                              | 0   | 2     | 2      | 4     |
| 79    | Portugal                             | 0   | 2     | 2      | 4     |
| 80    | Botsuana                             | 0   | 2     | 0      | 2     |
| 80    | Chipre                               | 0   | 2     | 0      | 2     |
| 82    | Bahamas                              | 0   | 1     | 2      | 3     |
| 83    | Baréin                               | 0   | 1     | 1      | 2     |
| 83    | Bosnia y Herzegovina                 | 0   | 1     | 1      | 2     |
| 83    | Jordania                             | 0   | 1     | 1      | 2     |
| 83    | Tayikistán                           | 0   | 1     | 1      | 2     |
| 83    | Túnez                                | 0   | 1     | 1      | 2     |
| 83    | Uganda                               | 0   | 1     | 1      | 2     |
| 89    | Burundi                              | 0   | 1     | 0      | 1     |
| 89    | Ecuador                              | 0   | 1     | 0      | 1     |
| 89    | El Salvador                          | 0   | 1     | 0      | 1     |
| 89    | Guinea Ecuatorial                    | 0   | 1     | 0      | 1     |
| 89    | Haití                                | 0   | 1     | 0      | 1     |
| 89    | Nauru                                | 0   | 1     | 0      | 1     |
| 89    | Pakistán                             | 0   | 1     | 0      | 1     |
| 89    | Catar                                | 0   | 1     | 0      | 1     |
| 97    | Finlandia                            | 0   | 0     | 2      | 2     |
| 97    | Indonesia                            | 0   | 0     | 2      | 2     |
| 97    | Letonia                              | 0   | 0     | 2      | 2     |
| 97    | Marruecos                            | 0   | 0     | 2      | 2     |
| 98    | Antillas Neerlandesas                | 0   | 0     | 1      | 1     |
| 99    | Arabia Saudita                       | 0   | 0     | 1      | 1     |
| 100   | Camboya                              | 0   | 0     | 1      | 1     |
| 101   | Costa Rica                           | 0   | 0     | 1      | 1     |
| 101   | Fiyi                                 | 0   | 0     | 1      | 1     |
| 101   | Granada                              | 0   | 0     | 1      | 1     |
| 101   | Guatemala                            | 0   | 0     | 1      | 1     |
| 101   | Irak                                 | 0   | 0     | 1      | 1     |
| 101   | Islandia                             | 0   | 0     | 1      | 1     |
| 101   | Kuwait                               | 0   | 0     | 1      | 1     |
| 101   | Líbano                               | 0   | 0     | 1      | 1     |
| 101   | Turkmenistán                         | 0   | 0     | 1      | 1     |
| 101   | Yibuti                               | 0   | 0     | 1      | 1     |
| Total | Total                                | 427 | 420   | 462    | 1309  |

## Juegos Olímpicos de la Juventud de invierno

### Sedes
| Año  | Juegos                                          | Ciudad                | País          | Continente | Estadio olímpico    |
| ---- | ----------------------------------------------- | --------------------- | ------------- | ---------- | ------------------- |
| 2012 | I Juegos Olímpicos de la Juventud de Invierno   | Innsbruck             | Austria       | Europa     | Bergiselschanze     |
| 2016 | II Juegos Olímpicos de la Juventud de Invierno  | Lillehammer           | Noruega       | Europa     | Stampesletta        |
| 2020 | III Juegos Olímpicos de la Juventud de Invierno | Lausana               | Suiza         | Europa     | Vaudoise Aréna      |
| 2024 | IV Juegos Olímpicos de la Juventud de Invierno  | Gangwon               | Corea del Sur | Asia       | Gangneung Ice Arena |
| 2028 | V Juegos Olímpicos de la Juventud de Invierno   | Dolomitas y Valtelina | Italia        | Europa     | Stelvio             |

### Medallero histórico de los Juegos Olímpicos de la Juventud de Invierno
| Núm. | País          | Oro | Plata | Bronce | Total |
| ---- | ------------- | --- | ----- | ------ | ----- |
| 1    | Alemania      | 100 | 28    | 18     | 174   |
| 2    | Rusia         | 27  | 27    | 31     | 85    |
| 3    | Corea del Sur | 27  | 12    | 7      | 46    |
| 4    | China         | 20  | 16    | 14     | 50    |
| 5    | Austria       | 20  | 13    | 16     | 49    |
| 6    | Suiza         | 20  | 9     | 22     | 51    |